# Deutsches Kinder- und Jugendtheatertreffen
Das Deutsche Kinder- und Jugendtheatertreffen ist eine alle zwei Jahre stattfindende Veranstaltung in Berlin, zu welcher ausgewählte Theaterinszenierungen für das Kinder- und Jugendtheater aus ganz Deutschland und dem Ausland eingeladen werden. Veranstalter ist das Kinder- und Jugendtheaterzentrum, welches 1989 durch die ASSITEJ Bundesrepublik Deutschland e.V., die Vereinigung des Theaters für Kinder und Jugendliche, gegründet wurde. Schirmherr war der damalige Bundespräsident Richard von Weizsäcker.

## Programm und Organisation
Mit einer Einladung zum Theatertreffen werden bemerkenswerte Theaterinszenierungen der jeweils letzten beiden Theatersaisons ausgezeichnet. Die Auswahl trifft ein Kuratorium des Kinder- und Jugendtheaterzentrums, welches sich aus Theaterwissenschaftlern, Regisseuren, Theaterleitern, Schauspielern, Dramaturgen und Theaterkritikern zusammensetzt. Die eingeladenen Gruppen zeigen ihre Vorstellungen an verschiedenen Berliner Spielstätten, welche sich im Bereich des Kinder- und Jugendtheaters engagieren, darunter Theater an der Parkaue und Grips-Theater.
Das Theatertreffen wurde in den 1990er-Jahren eine wichtige Plattform für neue Inszenierungen im Kinder- und Jugendtheaterbereich. Das Festival wird begleitet von medienpädagogischen Projekten mit Berliner Jugendlichen und Schülern.

## Eingeladene Inszenierungen

### 9. Deutsches Kinder- und Jugendtheater-Treffen „Augenblick mal! 2007“
- Amoklauf mein Kinderspiel, Deutsches Nationaltheater Weimar / Theater an der Parkaue, Regie: Tilmann Köhler, ab 15 Jahren
- Blutrote Schuhe, Consol Theater Gelsenkirchen, Regie: Andrea Kramer, ab 10 Jahren
- Das Tagebuch der Anne Frank, Theater Osnabrück / OSKAR – Junges Theater Stadt und Land Osnabrück, Regie: Nadja Loschky, ab 12 Jahren
- Das Trollkind, SchauBurg – Theater der Jugend am Elisabethplatz, München, Regie: Johannes Schmid, ab 9 Jahren
- Für alle das Beste, Niedersächsisches Staatstheater Hannover, Regie: Barbara Bürk, ab 14 Jahren und Erwachsene
- King A. Eine Ode an jedes Ritterherz, Junges Ensemble Stuttgart (JES), Regie: Inèz Derksen, ab 9 Jahren
- Sagt Lila, Junges Schauspielhaus Hamburg, Regie: Daniel Wahl, ab 16 Jahren
- Spartacus, Theater Junge Generation Dresden – Puppentheater, Regie: Markus Joss, ab 10 Jahren
- Titus, Theater Magdeburg, Regie: Stephan Beer, ab 13 Jahren
- Ursel, Kulturinsel Halle – Puppentheater, Regie: Moritz Sostmann, ab 6 Jahren
- Von Mäusen und Menschen, SchauBurg – Theater der Jugend am Elisabethplatz, München, Regie: Beat Fäh, ab 14 Jahren
- Wir alle für immer zusammen, Hans Otto Theater Potsdam, Regie: Philippe Besson, ab 9 Jahren

### 10. Deutsches Kinder- und Jugendtheater-Treffen „Augenblick mal! 2009“

#### Kindertheater
- Der Räuber Hotzenplotz von Otfried Preußler. Showcase Beat Le Mot, Hamburg, in Koproduktion mit Theater an der Parkaue – Junges Staatstheater Berlin & FFT Düsseldorf, Regie: Showcase Beat Le Mot
- Rawums (:) von Melanie Florschütz & Michael Döhnert. florschütz & döhnert, Berlin, in Koproduktion mit Theater o.N. Berlin und Schaubude Berlin, Regie: Werner Hennrich
- Das Kind der Seehundfrau von Robyn Schulkowsky & Sophie Kassies. Junge Oper am Nationaltheater Mannheim in Kooperation mit Schnawwl Mannheim & Oldenburgisches Staatstheater, Regie: Andrea Gronemeyer
- Ente, Tod und Tulpe (nach Wolf Erlbruch). Theater Couturier & Ikkola, Dresden/Berlin, Regie: Jörg Lehmann
- Schwarz wie Tinte von Ruth de Gooijer nach Wim Hofman. Theaterhaus Ensemble, Frankfurt am Main, Regie: Rob Vriens

#### Jugendtheater
- Hell on Earth von Constanza Macras. Dorky Park, Berlin, in Koproduktion mit HAU – Hebbel am Ufer, Berlin & Kampnagel Hamburg, Choreographie: Constanza Macras
- Siebzehn von Juliane Kann. Junges Schauspielhaus Düsseldorf, Regie: Daniela Löffner
- Next Level Parzival von Tim Staffel. Ruhrtriennale Gelsenkirchen in Koproduktion mit junges theater basel & Theater Basel, Regie: Sebastian Nübling
- Der Schimmelreiter von Beat Fäh nach Theodor Storm. SchauBurg – Theater der Jugend am Elisabethplatz, München, Regie: Beat Fäh
- Hikikomori von Holger Schober. Thalia Theater, Hamburg, Regie: Dominik Günther

### 11. Deutsches Kinder- und Jugendtheater-Treffen „Augenblick mal! 2011“
- Aller Anfang – Schöpfungsgeschichten, Puppentheater Halle – Theater, Oper und Orchester GmbH Halle, Regie: Ines Heinrich-Frank, ab 6 Jahren
- Das Buch von allen Dingen, Junges Schauspielhaus Hamburg, Regie: Barbara Bürk, ab 10 Jahren
- Für ewig und hundertmillionen Tage, Moks am Theater Bremen, Regie: Theo Fransz, ab 5 Jahren
- Das Kind der Seehundfrau, Theater Pfütze Nürnberg, Regie: Christopher Gottwald, ab 9 Jahren
- Nach Schwaben, Kinder!, Junges Ensemble Stuttgart (JES), Regie: Klaus Hemmerle, ab 11 Jahren
- Trollmanns Kampf – Mer Zikrales, Junges Schauspiel Hannover, Regie: Marc Prätsch, ab 14 Jahren
- A Clockwork Orange, junges theater konstanz, Regie: Hans-Jochen Menzel, ab 16 Jahren
- super me, E*Motion Düsseldorf, Regie und Choreografie: E*Motion, ab 12 Jahren
- Frühlings Erwachen! (Live Fast – Die Young), Zwinger3 Kinder- und Jugendtheater, Theater und Orchester Heidelberg, Regie: Dominik Günther, ab 13 Jahren
- Verrücktes Blut, Ballhaus Naunynstraße, Regie: Nurkan Erpulat

### 12. Deutsches Kinder- und Jugendtheater-Treffen „Augenblick mal! 2013“
- Alice im Wunderland, Junges Schauspielhaus Hamburg, Regie: Barbara Bürk, ab 8 Jahren
- Der Junge mit dem Koffer, Schnawwl – Theater für junges Publikum am Nationaltheater Mannheim, in Kooperation mit dem Ranga Shankara Theater, Bangalore / Indien, Regie: Andrea Gronemeyer, ab 12 Jahren
- LIQUIDs, Fundus Theater / Forschungstheater Hamburg, Regie: Sibylle Peters, von 2 bis 10 Jahren
- Radau!, Theater an der Parkaue / Junges Staatstheater Berlin, Regie: Thomas Fiedler, ab 7 Jahren
- Schwester, Theater Marabu Bonn, Regie: Claus Overkamp, ab 6 Jahren
- Heute: Kohlhaas, Theater Marabu Bonn in Koproduktion mit AGORA, dem Theater der Deutschsprachigen Gemeinschaft Belgiens, St. Vith, Regie: Claus Overkamp, ab 15 Jahren
- 9 Leben, JES – Junges Ensemble Stuttgart, Regie: Brigitte Dethier und Ives Thuwis-De Leeuw, ab 13 Jahren
- Weißbrotmusik, Theater STRAHL Berlin, Kooperation des bat Studiotheaters mit der Universität der Künste Berlin, koproduziert von Theater STRAHL Berlin, Regie: Nick Hartnagel, ab 15 Jahren
- Weiße Magie, Moks am Theater Bremen, Regie: Monika Gintersdorfer, ab 15 Jahren
- Young & Furious, Unusual Symptoms und passerelle vzw, koproduziert vom Theater im Pumpenhaus Münster, Regie: Samir Akika und Johannes Fundermann, ab 14 Jahren